# Gory Dzjamantau
Gory Dzjamantau (ryska: Горы Джамантау) är en bergskedja i Kirgizistan.   Den ligger i oblastet Naryn Oblusu, i den centrala delen av landet, 220 km söder om huvudstaden Bisjkek.